# Storeria (Gattung)
Storeria ist eine Schlangengattung aus der Familie der Nattern (Colubridae), genauer, der Wassernattern (Natricinae). Die relativ kleinen Nattern kommen in Nord- und Zentralamerika vor. Die Gattung ist David Humphreys Storer zu Ehren so benannt.

## Merkmale

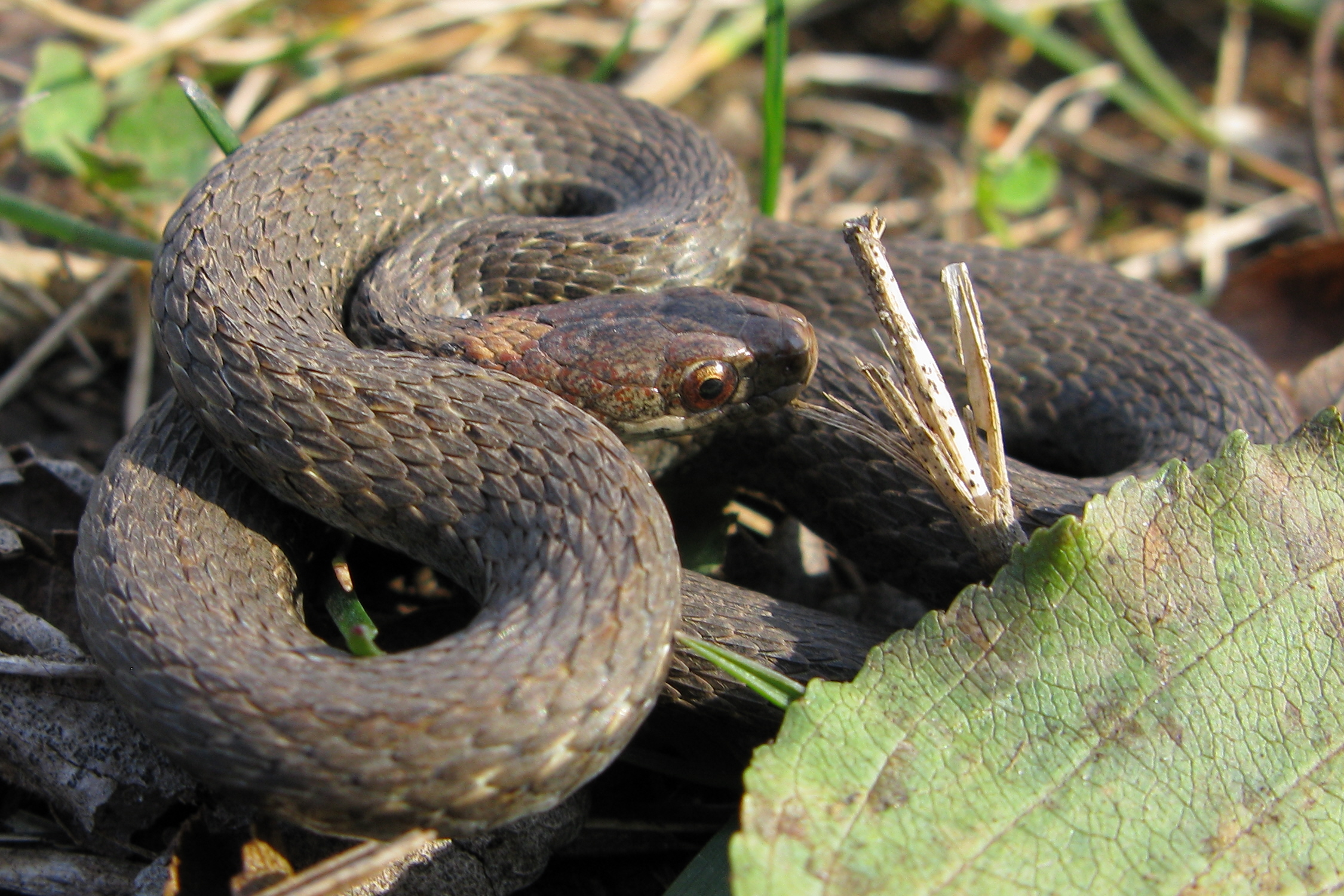
Rotbäuchige Braunschlange (Storeria occipitomaculata)

Der Kopf ist leicht vom Körper abgesetzt. Sie erreichen eine Körperlänge um die 30 Zentimeter. Der Körper ist meist braun gefärbt. Der Schwanz ist relativ kurz im Vergleich zur Körpergröße.
Die Körperschuppen sind gekielt und in 15–17 Reihen angeordnet. Bauchschuppen sind 120–140 vorhanden. Alle 41–51 Schwanzschuppen (Scutum subcaudale) sind geteilt. Die Loreale kann sowohl vorhanden sein als auch fehlen. Die Anale ist geteilt. Vor dem Auge liegen ein oder zwei Präokulare, über dem Auge stets eine Supraokulare und dahinter zwei bis drei Postokulare. Oberlippenschilde sind meist 6–7 vorhanden, Unterlippenschilde meist sieben.

## Systematik
5 Arten werden in die Gattung Storeria gestellt:
- Gewöhnliche Braunnatter (Storeria dekayi (Holbrook, 1839))
- Storeria hidalgoensis Taylor, 1942
- Rotbäuchige Braunschlange (Storeria occipitomaculata (Storer, 1839))
- Storeria storerioides (Cope, 1866)
- Florida-Braunnatter Storeria victa Hay, 1892

Innerhalb der Wassernattern gehören sie der Tribus Thamnophiini (Neuwelt-Natricinae) an.

## Verbreitung
Schlangen der Gattung Storeria kommen in weiten Teilen Nord-, Ost- und Zentralamerikas vor, während sie westlich der Rocky Mountains fehlen. Storeria storerioides und Storeria hidalgoensis sind auf Mexiko beschränkt. Das Verbreitungsgebiet von Storeria occipitomaculata reicht im Nordwesten bis in die kanadische Provinz Saskatchewan, im Nordosten bis Québec und im Süden bis Missouri. Storeria dekayi lebt im Osten Amerikas von Québec bis Nicaragua.

## Lebensweise
Im Gegensatz zu den meisten Nattern sind die Wassernattern der Gattung Storeria ei-lebendgebärend (ovovivipar).
Sie ernähren sich hauptsächlich von Insekten und Schnecken. Bei letzteren ist es ihnen möglich, die Schnecke von ihrem Schneckenhaus zu trennen, indem sich die Schlange im Körper der Schnecke verbeißt. Danach wird das Schneckengehäuse zwischen Steinen oder ähnlichem eingeklemmt und solange mittels Körperschlingen gezogen, bis sich der Körper der Schnecke vom Gehäuse löst, woraufhin sie verschlungen wird. Dieser Prozess dauert ungefähr zehn Minuten und ist nur von wenigen anderen Schlangenarten bekannt.